# SYSTRAN
Systran é uma empresa de software de tradução.

## História
SYSTRAN, fundada em 1968, desenvolve e comercializa a tradução da máquina principal (MT) a tecnologia, e oferece uma gama completa de produtos de tradução automática de software e serviços para milhões de usuários. Perícia SYSTRAN vem com mais de 30 anos de construção de produtos de software de tradução para o Departamento de Defesa dos E.U., bem como a Comissão das Comunidades Europeias e alguns dos maiores comerciais corporações multinacionais.
Hoje SYSTRAN é o operador líder de tradução na Internet, com vários clientes, tais como Yahoo!, Altavista, Microsoft, e muitos outros.
SYSTRAN está cotada na Euronext francês "Nouveau Marché".
[Código ISIN: FR0004109197; Reuters: SYTN.LN; Bloomberg: SYST NM]
SYSTRAN é membro do setor NextEconomy da Euronext.